# Карлос Диого
Карлос Андрес Диого Енсенят (на испански: Carlos Andrés Diogo Enceñat) е уругвайски футболист, защитник. Роден е на 18 юли 1983 г. в Монтевидео. Син е на уругвайския футболист Виктор Диого. Играе за Гент.

## Кариера
Диого започва професионалната си кариера в родния си клуб Ривър Плейт (Монтевидео), след това играе за Пенярой, преди да отиде в аржентинският отбор Ривър Плейт през сезон 2004–05.
През лятото на 2005 г. Диого сключва договор с испанския гранд Реал Мадрид, заедно с Пабло Гарсия,, но рядко влиза в игра. На 23 август 2006 г. Реал решава да го даде под наем на първодивизионния Реал (Сарагоса) за един сезон. През август 2007 г. Реал Сарагоса закупува Диого за 3 милиона евро.
На 6 януари 2007 г. Диого се сбива с футболиста на Севиля Луиш Фабиано, след като стъпва на ръката на бразилеца, ядосаният Фабиано се опитва да го задуши, след което последва сбиване между двамата. След този инцидент двамата получават наказание от по 5 мача.
Заради сериозна контузия на коляното Диого пропуска целия сезон 2008–09. Диого се подлага на втора операция през април 2009 г., удължавайки периода на възстановяване с още 8 месеца.
На 12 декември 2009 г. Диого се завръща с гол при загубата на Сарагоса с 1:2 срещу Атлетик (Билбао). Футболистът участва в общо 14 мача до края на сезона, спомагайки за оставането на Сарагоса в Примера дивизион.
През сезон 2010–11 Диого участва във всички мачове на Сарагоса в Примера дивизион (2950 минути игра). След края на сезона Диого напуска отбора.
На 18 януари 2012 г. Диого е обявен за футболист на Сошиедаде Ешпортива Палмейраш.

## Международна кариера
Дебютира като футболист на националния отбор на Уругвай на 28 март 2003 г., играейки девет минути за 2:2 в приятелския мач с Япония в Токио. Диого участва с Уругвай на Копа Америка през 2004 и 2007 г.